# (842) Kerstin
(842) Kerstin – planetoida z pasa głównego asteroid okrążająca Słońce w ciągu 5 lat i 299 dni w średniej odległości 3,23 au. Została odkryta 1 października 1916 roku w Landessternwarte Heidelberg-Königstuhl w Heidelbergu przez Maxa Wolfa. Nazwa pochodzi od niemieckiego imienia Kerstin. Przed nadaniem nazwy planetoida nosiła oznaczenie tymczasowe (842) 1916 AM.